# Джонстон, Реджинальд
Сэр Реджинальд Флеминг Джонстон (13 октября 1874 — 6 марта 1938) — шотландский дипломат, служивший наставником и советником Пу И, последнего императора Китая. Он также был последним британским комиссаром Вэйхайя.

## Ранняя жизнь
Родился в Эдинбурге, Шотландия, учился в Эдинбургском университете, а затем в колледже Магдалины в Оксфорде.
В 1898 году он поступил на колониальную службу и работал в Гонконге. После первоначальной службы в Гонконге, Джонстон был переведен на британскую территорию в Вэйхай в 1906 году на побережье Шаньдунского полуострова в качестве офицера, работая с сэром Джеймсом Холдейном Стюартом Локхартом.
Джонстон был страстным путешественником и в 1902 году исследовал Тонкин, Лаос и Таиланд. В 1904 году он посетил Цзяо-Чжоу, Цзинань и позже Корею. В январе 1906 года он ушёл в годичное путешествие из Пекина в Мандалай, опубликовав отчет о своем опыте в 1908 году.

## Наставник Пу И
В 1919 году он был назначен наставником тринадцатилетнего Пу И, который все еще жил в Запретном городе в Пекине, как несамостоятельный монарх.
Джонстон и Изабель Ингрэм, дочь американского миссионера и воспитательницы императрицы, были единственными иностранцами в истории, которых допускали во внутренний двор династии Цин. Джонстон встретился с императорским потомком династии Мин и договорился о встрече с Пу И в Запретном городе.
После того, как Пу И был изгнан из Запретного города в 1924 году, Джонстон служил секретарем британской китайской комиссии по контрибуции (1926). В 1927 году он был назначен вторым гражданским комиссаром в Вэйхай. Он управлял этой территорией до тех пор, пока она не была возвращена Китайской республике 1 октября 1930 года.

## После Китая
Джонстон был назначен профессором китайского языка в Лондонском университете в 1931 году, должность была основана в школе восточных и африканских исследований, которой он завещал свою библиотеку в 1935 году. Эта библиотека, одна из лучших коллекций китайских и восточноазиатских книг в стране и состоит из более чем 16 000 томов.
Он сохранил свои связи с Пу И, что оказалось затруднительным после того, как бывший император занял трон японского государства Маньчжоу-Го.
Джонстон ушел в отставку в 1937 году, приобретя небольшой остров Эйлин Ри в Лох-Крейниш, Шотландия, на котором он сделал китайский сад и повесил флаг Маньчжоу-Го. После непродолжительной болезни он умер в Эдинбурге. В своем завещании он просил не проводить никаких религиозных церемоний. В соответствии с его пожеланиями, он был кремирован. Его прах был развеян по острову Эйлин-Ри и окрестностями озера Лох.
Он никогда не был женат, но одно время был помолвлен с историком Эйлин Пауэр и был близок с писательницей Стеллой Бенсон.
Миссис Элизабет Спаршотт, с которой он был помолвлен до своей смерти, сожгла многие его письма и другие материалы по просьбе Джонстона.
Книга Джонстона «Сумерки в Запретном городе» (Twilight in the Forbidden City) (1934) описывает его переживания в Пекине и была использована в качестве источника для фильма Бернардо Бертолуччи «Последний император». В фильме его сыграл Питер О’Тул.